# Прискорення (фільм, 2024)
«Прискорення» (англ. Slingshot) — науково-фантастичний трилер від режисера Мікаеля Гофстрема.
Головні ролі зіграли Кейсі Аффлек, Лоренс Фішберн, Емілі Бічем та Томер Капон. Прем'єра стрічки відбулася 30 серпня 2024 року в США. В Україні стрічка вийшла під назвою «Смертельна місія».

## Сюжет
Астронавт Джон прокидається після тривалої гібернації — процесу, який допомагає людям подорожувати в космосі на величезні відстані. Він знаходиться на космічному кораблі Одіссей-1, що прямує до Титану, супутника Сатурна. Разом з ним цю місію виконують капітан судна Френкс та фахівець з аеронавтики Неш. Всі вони час від часу перебувають в гібернації, яка має певні негативні ефекти, про що попереджає комп'ютерна система зорельоту. Тим не менш кожного разу всі вони приходять до тями та занурюються у роботу. Також члени місії виходять на зв'язок з центром управління польотами, щоб інформувати їх про стан справ. Доволі скоро екіпажу Одіссея-1 доведеться здійснити небезпечний маневр — скористатися гравітаційним полем Юпітера, щоб отримати прискорення та долетіти до Титана.
Після останнього пробудження Джон все частіше згадує про Зої, яка теж брала участь у проекті. З нею у нього склалися романтичні стосунки, але астронавт розумів, що найголовніше для нього — це потрапити в команду Одіссея-1.
Під час наступного пробудження Джон стає свідком чогось дивного. Корабель ніби з чимось зіштовхнувся і на корпусі є певні пошкодження. Однак система зорельота не показує жодних несправностей. Тому у Неша виникають тривожні думки і він намагається переконати капітана, що їх місія, можливо, зазнала невдачі та потрібно повертатися додому, щоб не ризикувати життям. Проте Френкс його не слухає. У зв'язку з цим Неш намагається вмовити Джона, щоб вони наступного разу вийшли з гібернації трохи раніше та скерували корабель на повернення до Землі…

## У ролях
| Актор          | Роль       |
| -------------- | ---------- |
| Кейсі Аффлек   | Джон       |
| Лоренс Фішберн | Френкс     |
| Томер Капон    | Неш        |
| Емілі Бічем    | Зої        |
| Девід Морріссі | Сем Неп'єр |

## Відгуки
Станом на січень 2025 року на сайті Rotten Tomatoes фільм тримав рейтинг 38 % на основі 60 відгуків. На сайті Metacritic рейтинг стрічки становить 52 % на основі 15 відгуків. Загалом фільм отримав переважно негативні відгуки.